# Glenea subbasalis
Glenea subbasalis är en skalbaggsart som beskrevs av Stefan von Breuning 1956. Glenea subbasalis ingår i släktet Glenea och familjen långhorningar.
Artens utbredningsområde är Sulawesi. Inga underarter finns listade i Catalogue of Life.